# OF-40
OF-40 je italský tank zkonstruováný závody OTO-Melara a FIAT pro zahraniční trhy. Velice se podobá německému tanku Leopard 1 a skutečně je v něm mnoho součástí z tohoto tanku použito. Je vyzbrojen 105mm drážkovaným kanonem, který byl v NATO široce používán už v šedesátých letech, ale jeho moderní systém řízení palby mu umožňuje dosahovat velké přesnosti. V roce 1982 v Libanonu ničily tyto tanky ve výzbroji izraelské armády bez obtíží syrské T-72. Ukázalo se, že kanon ráže 105 mm představuje účinnou výzbroj. OF-40 je rychlý tank, na silnici dosahuje téměř rychlosti Challengeru nebo M1, ale postrádá jejich energetické rezervy pro manévr a jeho manévrovací schopnost je dosahována na úkor pancéřové ochrany. Poměrně lehké pancéřování je nedostatečné a není schopné odolat velkým rážím protipancéřových průrazných střel. Dokáže jej probít i většina pěchotních protitankových zbraní.

## Uživatelé
- - 36 OF-40 Mk.2, 3 OF-40 ARV, staženy ze služby a navrženy k přestavbě na těžká bojová vozidla pěchoty.

## Podobná vozidla
- Leopard 1
- AMX-30
- M60 Patton